# Desak Made Rita Kusuma Dewi
Desak Made Rita Kusuma Dewi (* 24. Januar 2001 in Buleleng auf Bali) ist eine indonesische Weltmeisterin im Speedklettern. 2023 wurde sie auf die BBC-Liste der 100 einflussreichsten Frauen des Jahres aufgenommen.

## Karriere
Desak nahm 2021 in Villars an ihrem ersten Weltcup teil, wo sie den vierten Platz belegte. Ein Jahr später stand sie am Weltcup in Villars das erste Mal auf dem Podest; sie wurde Dritte. 2022 wurde sie bei den Asienmeisterschaften Zweite.
Im August 2023 sicherte sie sich den Weltmeistertitel, im Halbfinale konnte sie ihre persönliche Bestzeit auf 6,48 Sekunden verbessern.
Sie sicherte sich damit zudem die Qualifikation für Olympia 2024, wo sie den sechsten Platz belegte. Im Viertelfinale gegen Deng Lijuan stellte sie eine neue persönlich Bestzeit von 6,369 Sekunden auf, verpasste den Einzug in das Halbfinale jedoch um sechs Tausendstelsekunden.